# Cidade Velha de Genebra
A Cidade Velha de Genebra (em francês:  Vieille Ville) , na Suíça, ocupa uma grande parte da cidade alta com belos edifícios dos séculos XVI, XVII e XVIII. É nela que se encontram a Prefeitura de Genebra - o Hôtel de Ville - a Catedral de Genebra, a Casa Tavel, o Colégio Calvino e a Praça do Bourg-de-Four.
Do jardim junto á prefeitura de Genebra têm-se  vista  sobre a  Praça Nova e do parque da Universidade de Genebra onde fica o  Muro dos Reformadores.

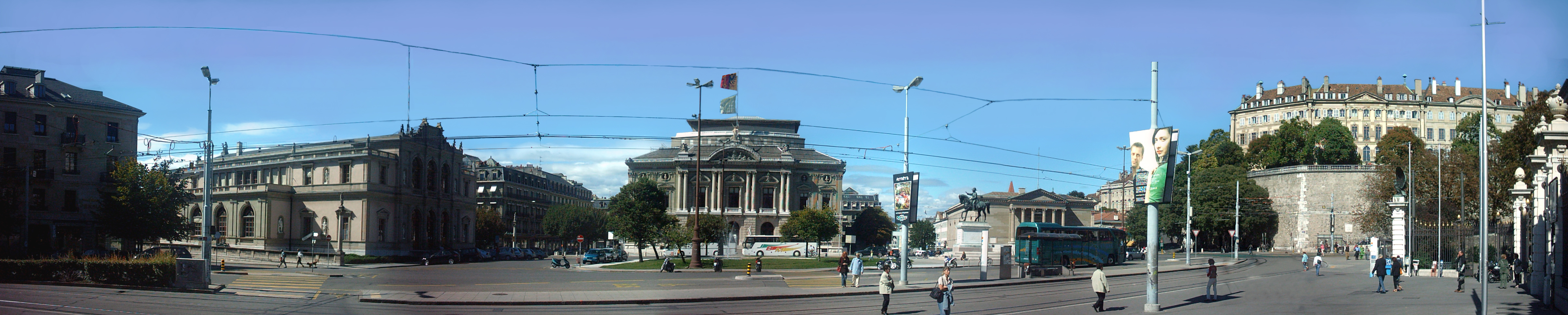
Place Neuve com - a começar pela esquerda - o Conservatório de música, o Grand Théâtre, o Museu Rath, edifícios da cidade velha (no alto) e o portão do parque dos Bastiões (extrema direira)

.

## Geografia
Chama-se, em francês:  Cité-centre, a parte administrativa de Genebra que se divide em quatro partes princiais 
- a Cité ou vila alta : situada nas colinas que se debruçam sobre a cidade e se encontram à volta da Catedral de São Pedro de Genebra;
- a vila baixa : os quarteirões das Rues basses onde se encontram as principais artérias comerciantes (Rue de la Confédération, Rue du Marché, Rue de la Croix-d'Or, Rue de Rive, Rue du Rhône, etc.) assim como algumas das mais antigas praças e pracetas da cidade (Molard, Fusterie e Longemalle);
- os quarteirões de Tranchées e de Saint-Léger : situados onde existiam as antigas fortificações orientais de Genebra;
- o quarteirão dos bancos : não longe do parc des Bastions.